# Fear, and Loathing in Las Vegas
Fear, and Loathing in Las Vegas (フィアー·アンド·ロージング·イン·ラスベガス; comumente abreviado para FALILV) é uma banda japonesa de electronicore formada em 2008 na cidade de Kobe, no Japão. Atualmente, a banda consiste no vocalista So, o tecladista Minami, o guitarrista Taiki, o baixista Tetsuya e o baterista Tomonori. A banda é conhecida por seu uso de sintetizadores, vocoder e elementos da música emo e metalcore.

## Carreira
Fear, and Loathing in Las Vegas foi formada no verão de 2008 por ex membros da banda Ending for a Start e Blank Time. Um ano depois, So entrou na banda como sexto membro e vocalista de vocais limpos. Em 2010, o lutador PAC  usou a música a banda "Evolution (Entering the New World)" como sua música tema na sua no campeonato de wrestling do Japão, Dragon Gate.
No ano de 2011, a canção "Jump Around" do EP Nextreme foi selecionada para aparecer no videogame Pro Evolution Soccer 2012 como a quarta faixa. A música "Chase the Light!" foi usada com abertura do anime Kaiji e também no mesmo ano, a música "Just Awake" apareceu como o encerramento do reboot do anime Hunter x Hunter e foi lançado como um single em 2012.
Em 22 de Junho de 2012, a banda anunciou que lançaria seu segundo álbum de estúdio, "All That We Have Now" em 8 de agosto e uma turnê em setembro.
Em abril de 2013, a banda anunciou o lançamento de seu primeiro DVD para 26 de junho, "Animals in Screen". Em 26 de Outubro, anunciaram um novo single, "Rave-up Tonight" para 15 de janeiro de 2014 e é a abertura do anime Gundam Extreme VS. Maxi Boost. Em setembro de 2013, o baixista Mashu deixou a banda, e no seu site oficial, o Fear, and Loathing in Las Vegas anunciou que Kei iria ser o novo baixista.
Em 23 de março de 2014, no show em "Kobe World Memorial Hall" a banda anunciou que lançaria um novo álbum no verão, chamado Phase 2 e uma nova turnê. De canções deste álbum, "Virtue and Vice" é a segunda abertura do anime Gokukoku no Brynhildr e "Thunderclap" é a abertura da terceira temporada do anime "Sengoku Basara". Em 5 de setembro, no seu site oficial a banda constatou que iria lançar um novo single limitado em 7 de janeiro de 2015 chamado "Let me Hear" e em 8 de outubro, a música estreiou como a abertura do anime Parasyte.
Em 2015, no dia 13 de maio, novos singles limitados foram lançados: "Starburst" e "Struggle to Survive". Alguns dias depois, a banda anunciou em seu site oficial que estaria lançando seu quarto álbum de estúdio no outuno. O álbum incluiu os singles "Let me Hear" e "Starburst". Em 12 de agosto, um videoclipe para a música do novo álbum "Cast Your Shell" foi lançado. No dia 16, o nome do álbum foi revelado, "Feeling of Unity" e foi lançado em 30 de setembro de 2015.
O Fear, and Loathing in Las Vegas assinou com uma nova gravadora em 2017, a Warner Music Japan e em 2 de abril, a banda anunciou em seu site oficial o trailer de seu novo single, "Shine" e em junho, um videoclipe oficial da música. "Return to Zero", um segundo single, foi lançado em 11 de julho. Em outubro, no dia 11, o videoclipe da música "LLLD" que está no seu quinto álbum de estúdio, "New Sunrise" e no dia 23, o videoclipe de "The Sun Also Rises", que é a ultima faixa do álbum, foram lançados. O álbum em si foi lançado em 25 de outubro de 2017.
No ano de 2018, a banda levou ao ar o videoclipe da música "Keep the Heat and Fire Yourself Up" que também é a abertura do anime Hakyū Hōshin Engi. O single completo foi lançado no dia 2 de maio. A música "The Gong of Knockout" também estreiou como a segunda abertura da adaptação em anime de Baki the Grappler produzida pela Netflix e TMS Entertainment. Após isso, em 30 de junho o site oficial da banda anunciou que o guitarrista Sxun saiu da banda por motivos pessoais.

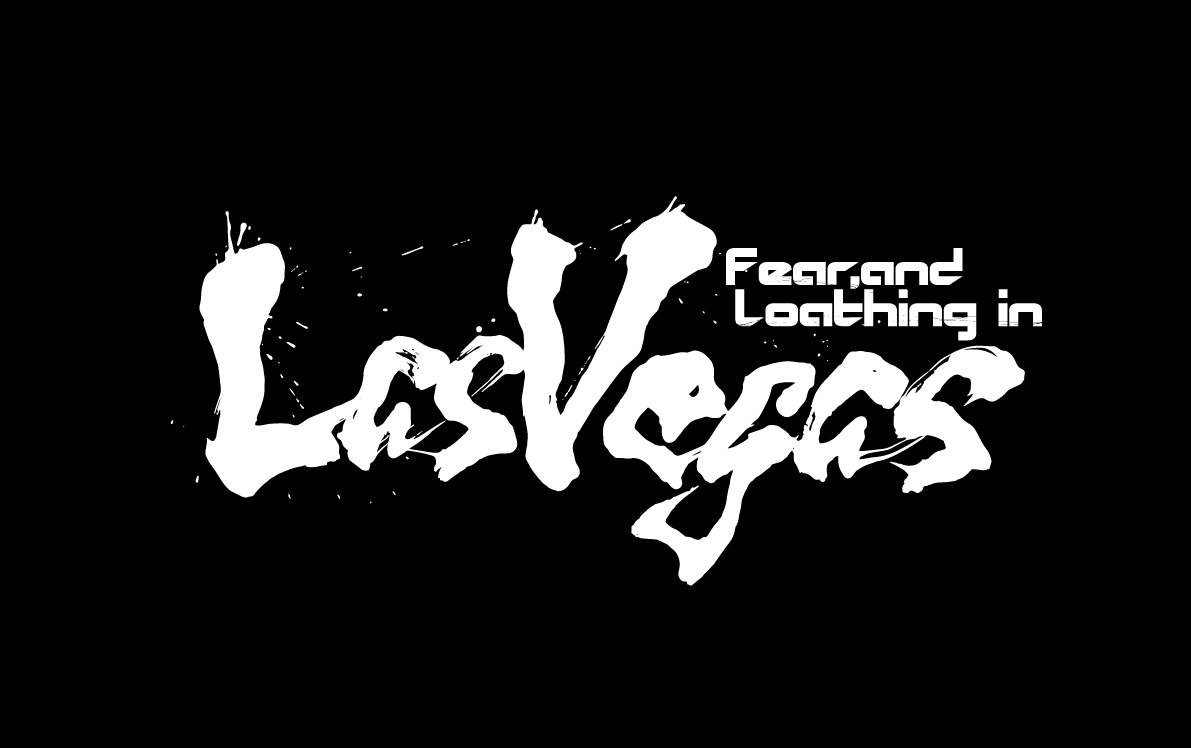
Novo logo da banda, usado desde 2019.

Em 16 de janeiro de 2019, o site oficial da banda anunciou que o baixista Kei faleceu de insuficiência cardíaca em sua casa em 12 de janeiro. Eles descontinuaram a sua turnê prevista para a primavera de 2019 e adiaram o lançamento de um novo álbum. Todavia, deixaram claro que as atividades da banda não iriam acabar. Um show em homenagem ao Kei aconteceu no "Namba Hatch", o lugar foi escolhido pois foi a primeira performance ao vivo do Kei na banda. Tetsuya entrou para o grupo como novo baixista em junho e eles se apresentaram no festival Summer Sonic.
Lançaram seu sexto álbum de estúdio, "Hypertoughness" em 4 de dezembro no Japão e o lançamento mundial foi em 15 de janeiro de 2020.

## Membros
- Minami – vocais, rap, teclado, programação (2008–presente)
- Taiki – guitarra rítmica (2008–presente); vocal de apoio (2012–presente); guitarra solo (2018–presente)
- Tomonori – bateria (2008–presente)
- So – vocais limpos, vocais de apoio, programação (2009–presente)
- Tetsuya – baixo, vocais de apoio (2019–presente)

### Ex-membros
- Mashu – baixo (2008–2013)
- Sxun – guitarra solo (2008–2018); vocal de apoio (2010–2018)
- Kei – baixo (2013–2019); vocal de apoio (2018–2019) (morreu em 2019)

## Discografia

### Álbuns
| Título               | Notas | Posição | Vendas  |
| Título               | Notas | JPN     | Vendas  |
| -------------------- | --- | ------- | ------- |
| Dance & Scream       | - Lançamento: 24 de novembro de 2010 - Gravadora: VAP - Formatos: CD, download digital                                                         | —       | —       |
| All That We Have Now | - Lançamento: 8 de agosto de 2010 - Gravadora: VAP - Formatos: CD, download digital                                                            | 4       | 23,525  |
| Phase 2              | - Lançamento: 6 de agosto de 2014 - Gravadora: VAP - Formatos: CD, download digital                                                            | 4       | 21,978  |
| Feeling of Unity     | - Lançamento: 30 de setembro de 2015 - Gravadora: VAP - Formatos: CD, download digital                                                         | 2       | —       |
| New Sunrise          | - Lançamento: 25 de outubro de 2017 - Gravadora: Warner Music Japan - Formatos: CD, download digital                                           | 5       | 10,132+ |
| Hypertoughness       | - Lançado: - 4 de dezembro de 2019 (JPN) - 15 de janeiro de 2020 (NA, UK, EU) - Gravadora: Warner Music Japan - Formatos: CD, donwload digital | 10      | 11,835  |

### EPs
| Título                            | Notas                                                                                 | Posição |
| Título                            | Notas                                                                                 | JPN     |
| --------------------------------- | ------------------------------------------------------------------------------------- | ------- |
| Evolution: Entering the New World | - Lançamento: 16 de fevereiro de 2010 - Gravadora: VAP - Formato: CD                  | —       |
| Nextreme                          | - Lançamento: 13 de julho de 2011 - Gravadora: VAP - Formatos: CD, download digital   | 8       |
| Rave Up Tonight                   | - Lançamento: 15 de janeiro de 2014 - Gravadora: VAP - Formatos: CD, download digital | 3       |

### Singles
| Título                                 | Ano  | Posição    | Posição       | Notas                                         | Álbum                             |                |
| Título                                 | Ano  | JPN Oricon | JPN Billboard | Notas                                         | Álbum                             |                |
| -------------------------------------- | ---- | ---------- | ------------- | --------------------------------------------- | --------------------------------- | -------------- |
| "Burn the Disco Floor with Your 2-Step | "    | 2009       | —             | —                                             |                                   | Dance & Scream |
| "Evolution: Entering the New World"    | 2010 | —          | —             | Música tema do lutador PAC em Dragon Gate.    | Evolution: Entering the New World |                |
| "Take Me Out!!"                        | 2010 | —          | —             |                                               | Dance & Scream                    |                |
| "Twilight"                             | 2010 | —          | —             |                                               | Dance & Scream                    |                |
| "Just Awake"                           | 2012 | 8          | 24            | Encerramento do anime Hunter × Hunter (2011). | All That We Have Now              |                |
| "Rave-up Tonight"                      | 2014 | 3          | 7             | Música tema de Gundam Extreme VS. Maxi Boost  | Phase 2                           |                |
| "Let Me Hear"                          | 2015 | 3          | 7             | Abertura do anime Parasyte.                   | Feeling of Unity                  |                |
| "Starburst"                            | 2015 | 6          | —             |                                               | Feeling of Unity                  |                |
| "Shine"                                | 2017 | 7          | 36            |                                               | New Sunrise                       |                |
| "Return to Zero"                       | 2017 | —          | —             |                                               | New Sunrise                       |                |
| "Greedy"                               | 2018 | 10         | 32            |                                               | Não faz parte de nenhum álbum     |                |
| "The Gong of Knockout"                 | 2018 | —          | —             | Abertura do anime Baki the Grappler.          | Hypertoughness                    |                |
| "Be Affected" (com Takanori Nishikawa) | 2018 | —          | —             | Encerramento do anime Gakuen Basara.          | Não faz parte de nenhum álbum     |                |
| "The Stronger, the Further You'll Be"  | 2019 | —          | —             |                                               | Hypertoughness                    |                |
| "Massive Core"                         | 2019 | —          | —             |                                               | Hypertoughness                    |                |